# Sinem Kobal
Sinem Kobal (Estambul, 14 de agosto de 1987) es una actriz turca de cine y televisión.

## Primeros años y carrera
El padre de Kobal era un ingeniero civil. Sus padres eran originarios de Hemşin, Rize. Tiene un hermano llamado Kerem. Cuando tenía apenas cuatro años, Sinem Kobal empezó a practicar ballet, actividad que realizó hasta los doce. Kobal era una estudiante sobresaliente y solía practicar voleibol en sus años escolares, incluso logrando medallas. Adicionalmente, ganó el primer premio en un concurso de aeróbicos. Recibió su diploma de secundaria de la Academia Real. Más adelante cursó estudios de arte dramático en la Universidad de Beykent.
Inició su carrera como actriz en la comedia televisiva Dadı, interpretando el papel de Dilara Giritli. A partir de entonces registró una gran cantidad de apariciones en producciones para cine y televisión. Se trata de la serie infantil de fantasía Selena, Küçük Sırlar versión turca de Gossip Girl, Lise Defteri, Gönül İşleri y Analar ve Anneler. Protagonizó las películas Romantik Komedi y Romantik Komedi 2: Bekarlığa Veda con Engin Altan Düzyatan. Ha aparecido también en comerciales para la televisión turca, para marcas como Gencturkcell y Bingo.

## Plano personal
Kobal inició una relación sentimental con el reconocido futbolista turco Arda Turan, quien en ese entonces se encontraba militando en el poderoso club Galatasaray S.K. y en la selección absoluta de su país, a finales del año 2009. La pareja se comprometió en enero de 2010 y se separó finalizando el año 2013. El 14 de mayo de 2016, se casó con el reconocido actor Kenan İmirzalıoğlu.

## Filmografía

### Cine
| Año  | Títiulo                          | Personaje | Ref    |
| ---- | -------------------------------- | --------- | ------ |
| 2004 | Okul                             | Şebnem    |        |
| 2006 | Dünyayı Kurtaran Adamın Oğlu     | Bianca    |        |
| 2008 | Ayakta Kal                       | Yasemin   |        |
| 2010 | Romantik Komedi                  | Didem     | [ 15 ] |
| 2013 | Romantik Komedi 2 Bekarliğa Veda | Didem     |        |
| 2015 | Yaktın Beni                      |           |        |

### Televisión
| Año  | Título            | Personaje   | Nota      | Ref |
| ---- | ----------------- | ----------- | --------- | --- |
| 2001 | Dadı              | Dilara      |           |     |
| 2003 | Hurrem Sultan     | Ayse        | Miniserie |     |
| 2003 | Lise Defteri      | Inci        |           |     |
| 2005 | Nefes Nefese      | Asli        |           |     |
| 2006 | Belalı Baldız     |             | Invitada  |     |
| 2006 | Arka Sokaklar     |             | Invitada  |     |
| 2006 | Selena            | Selena      |           |     |
| 2010 | Küçük Sırlar      | Su Mabeynci |           |     |
| 2011 | Mor Menekşeler    |             | Invitada  |     |
| 2014 | Gönül İşleri      | Sevda       |           |     |
| 2015 | Analar ve Anneler | Zeliha      |           |     |
| 2017 | Yüz Yüze          | Seliha      |           |     |